# Astro (musikgrupp)
Astro (hangul: 아스트로) är ett sydkoreanskt pojkband bildat år 2015 av Fantagio.
Gruppen gjorde sin debut år 2016 och består av 4 medlemmar: MJ, Jin Jin, Eunwoo och Sanha.

## Karriär

### Inför debuten
I augusti 2015 rapporterades det att skivbolaget Fantagio planerade att starta ett nytt pojkband med namnet Astro, bestående av de sex medlemmarna Jin Jin, MJ, Eunwoo, Moonbin, Rocky och Sanha. De påbörjade sina aktiviteter redan samma månad inför den planerade debuten i februari följande år, detta efter att ha genomgått sju års förberedelser och träning.
De väckte uppmärksamhet före sin debut genom deltagandet i dramaserien To Be Continued och började attrahera nya fans genom sina solokonserter under de kommande månaderna. To Be Continued var gruppens debutprojekt och i serien medverkade även andra artister och skådespelare från Astros agentur Fantagio. I januari 2016 deltog de i ett reality-program inför debuten. Programmet med titeln ASTRO, OK! Ready sändes på MBC Music i flera avsnitt fram till februari. I januari sattes även datumet för gruppens debut till den 23 februari 2016.

### Debut medSpring Up

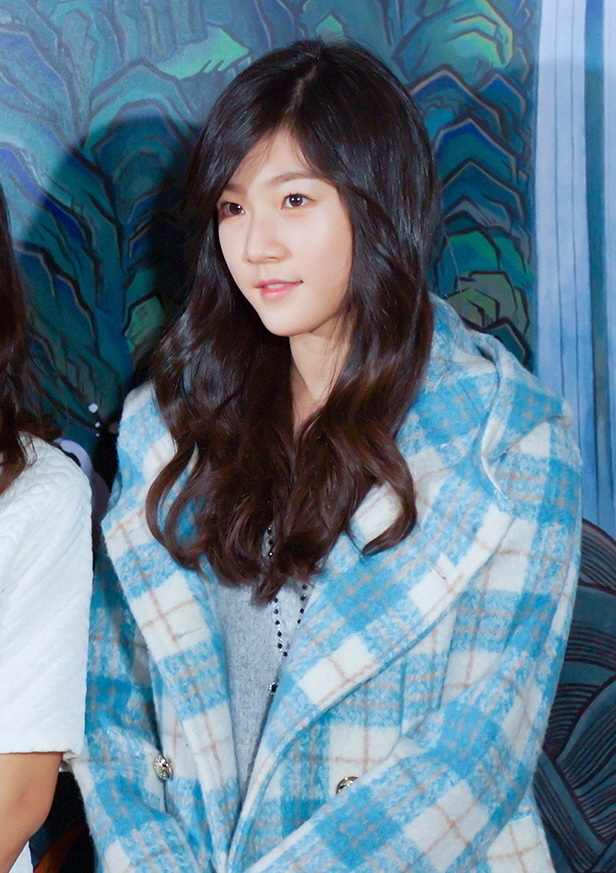
Skådespelerskan Kim Sae-ron medverkade i Astros dramaserie To Be Continued och i musikvideon till "Cat's Eye"

Den 13 februari 2016 släpptes den allra första teaservideon inför Astros debut, och den 16 februari släpptes även ett medley av låtarna från gruppens debutalbum. Den första teasern från musikvideon tillhörande gruppens debutsingel släpptes den 18 februari, och den 23 februari släpptes till slut hela musikvideon till singeln med titeln "Hide & Seek", samt deras debutalbum med titeln Spring Up. Skivan innehåller totalt fem låtar och inkluderar några som redan hörts förut i samband med gruppens dramaserie.
De gjorde sina debutframträdanden med "Hide & Seek" i musikprogram som M! Countdown på Mnet den 25 februari, Music Bank på KBS den 26 februari,, Show! Music Core på MBC den 27 februari, och Inkigayo på SBS den 28 februari. Den 26 februari släpptes också en musikvideo till låten "Cat's Eye" från albumet, med skådespelerskan Kim Sae-ron medverkande. Den 2 mars släpptes även en dansvideo till debutsingeln "Hide & Seek".
Spring Up tog sig in på topp-10 på den nationella albumlistan Gaon Chart, där den som högst nådde fjärde plats i början av april. Inom en vecka sedan gruppens debut, nådde albumet också topp-10 på amerikanska Billboards World Album Chart och även på japanska Tower Records K-pop Chart. Även på Japans nationella singellista Oricon hade gruppen framgångar.

### Fortsatta aktiviteter
I mars 2016 skrev gruppen på sitt första kommersiella kontrakt för PL Schoolwear och gjorde reklam för skoluniformer. I och med Astros ökade popularitet även i Kina, blev gruppen inbjuden att framträda vid kinesiska Letv Entertainment Awards som den enda gruppen från Sydkorea. Gruppmedlemmen Eunwoo fick också en roll som huvudkaraktär i en kinesisk dramaserie. Eunwoo deltog även i frågesporten 1 vs. 100 på KBS där han kom på andra plats och fick också uppmärksamhet för sitt medverkande i programmet Golden Bell på samma TV-kanal. Det rapporterades också att gruppmedlemmen Jin Jin skulle delta i Show Me the Money 5 på TV-kanalen Mnet i maj månad.
I april 2016 blev gruppens medlemmar avatarer i Navers sociala mobilapp Line Play, ett spel där användare skapar sina karaktärer och sedan kommunicerar med varandra i en digital värld. Kommande månad höll gruppen även ett möte genom applikationen där fans kunde interagera med gruppen som sina avatarer. I april gjorde de även reklam för sminkmärket LOVLUV, vilket var deras andra reklamprojekt sedan de tidigare gjort reklam för skoluniformer. I maj 2016 medverkade gruppen i tidningen international bnt där de också återupprepade att deras största förebilder var pojkbandet Big Bang. I maj deltog medlemmen Eunwoo i inspelningen av ett avsnitt av TV-serien Law of the Jungle som utspelar sig i Nya Kaledonien och som sändes på SBS den 1 juli 2016.

### Nytt albumSummer Vibes
I juni 2016 rapporterades att Astro vill publicera ett nytt album. I musikvideon till gruppens nya singel "Breathless" skulle Choi Yoo-jung från tjejgruppen I.O.I spela huvudkaraktären. Gruppen släppte teasers under slutet av månaden inför albumet Summer Vibes vars släppdatum sattes till den 1 juli. Den första videoteasern till musikvideon för "Breathless" släpptes den 20 juni, och följdes upp av teaserbilder under de kommande dagarna. En andra teaser för musikvideon släpptes den 27 juni, följt den 28 juni av ett medley av låtarna från det kommande albumet.
Den 1 juli släpptes till slut hela musikvideon till "Breathless", samt albumet Summer Vibes som totalt innehåller sex låtar. Gruppen gjorde samma dag sin comeback med låten i Music Bank på KBS. De fortsatte att framträda i Show! Music Core på MBC den 2 juli, och Inkigayo på SBS den 3 juli.

### Rockys avgång och Moonbins död
Den 30 december 2022 släppte Fantagio ett officiellt uttalande som rapporterade att Jinjin, Cha Eun-woo, Moonbin och Sanha hade beslutat att förnya sina kontrakt, medan Rockys förnyelse fortfarande diskuterades och att MJ:s skulle diskuteras efter hans utskrivning från militären. Den 28 februari 2023 tillkännagavs att Rocky slutligen hade bestämt sig för att lämna agenturen och gruppen.
Den 20 april rapporterade Yonhap News att Moonbin hade dött kvällen innan, vilket senare bekräftades av hans agentur Fantagio. Omständigheterna kring hans död utreddes av polisen.

## Medlemmar
| Artistnamn   | Artistnamn | Födelsenamn   | Födelsenamn | Födelsedatum                            |
| Romanisering | Hangul     | Romanisering  | Hangul      | Födelsedatum                            |
| ------------ | ---------- | ------------- | ----------- | --------------------------------------- |
| MJ           | 엠제이     | Kim Myung-jun | 김명준      | 5 mars 1994                             |
| Jin Jin      | 진진       | Park Jin-woo  | 박진우      | 15 mars 1996                            |
| Cha Eun-woo  | 차은우     | Lee Dong-min  | 이동민      | 30 mars 1997                            |
| Moonbin      | 문빈       | Moonbin       | 문빈        | 26 januari 1998 - 19 april 2023 (25 år) |
| Rocky        | 라키       | Park Min-hyuk | 박민혁      | 25 februari 1999                        |
| Yoon San-ha  | 윤산하     | Yoon San-ha   | 윤산하      | 21 mars 2000                            |

## Diskografi

### Album
| Albuminformation                                   | Topplacering          | Topplacering   | Topplacering   |
| Albuminformation                                   | Sydkorea (Gaon Chart) | Japan (Oricon) | USA (US World) |
| -------------------------------------------------- | --------------------- | -------------- | -------------- |
| Spring Up (EP-skiva) - Släppt: 23 februari 2016    | 4                     | –              | 6              |
| Summer Vibes (EP-skiva) - Släppt: 1 juli 2016      | 2                     | –              | 6              |
| Autumn Story (EP-skiva) - Släppt: 10 november 2016 | 6                     | –              | 15             |
| Winter Dream (EP-skiva) - Släppt: 22 februari 2017 | 2                     | 67             | –              |
| Dream Part.01 (EP-skiva) - Släppt: 29 maj 2017     | 1                     | 22             | 6              |
| Dream Part.02 (EP-skiva) - Släppt: 1 november 2017 | 2                     | 40             | 5              |
| Rise Up (EP-skiva) - Släppt: 24 juli 2018          | 2                     | 53             | 7              |

### Singlar
| År   | Titel             | Topplacering          | Topplacering   |
| År   | Titel             | Sydkorea (Gaon Chart) | Japan (Oricon) |
| ---- | ----------------- | --------------------- | -------------- |
| 2016 | "Hide & Seek"     | —                     | —              |
| 2016 | "Cat's Eye"       | —                     | —              |
| 2016 | "Breathless"      | —                     | —              |
| 2016 | "Confession"      | —                     | —              |
| 2017 | "Again"           | —                     | —              |
| 2017 | "Baby"            | —                     | —              |
| 2017 | "Crazy Sexy Cool" | —                     | –              |
| 2018 | "Always You"      | 95                    | –              |